# Irània
L'irània, també conegut com a pit-roig golablanc (Irania gutturalis) és una espècie d'ocell de la família dels muscicàpids (Muscicapidae) i única espècie del gènere Irania. Habita zones arbustives de Turquia, Pròxim Orient, nord d'Iraq, l'Iran, Turkmenistan, Tadjikistan i Afganistan, passant l'hivern a l'Àfrica oriental. El seu estat de conservcació és de risc mínim